# Gateshead

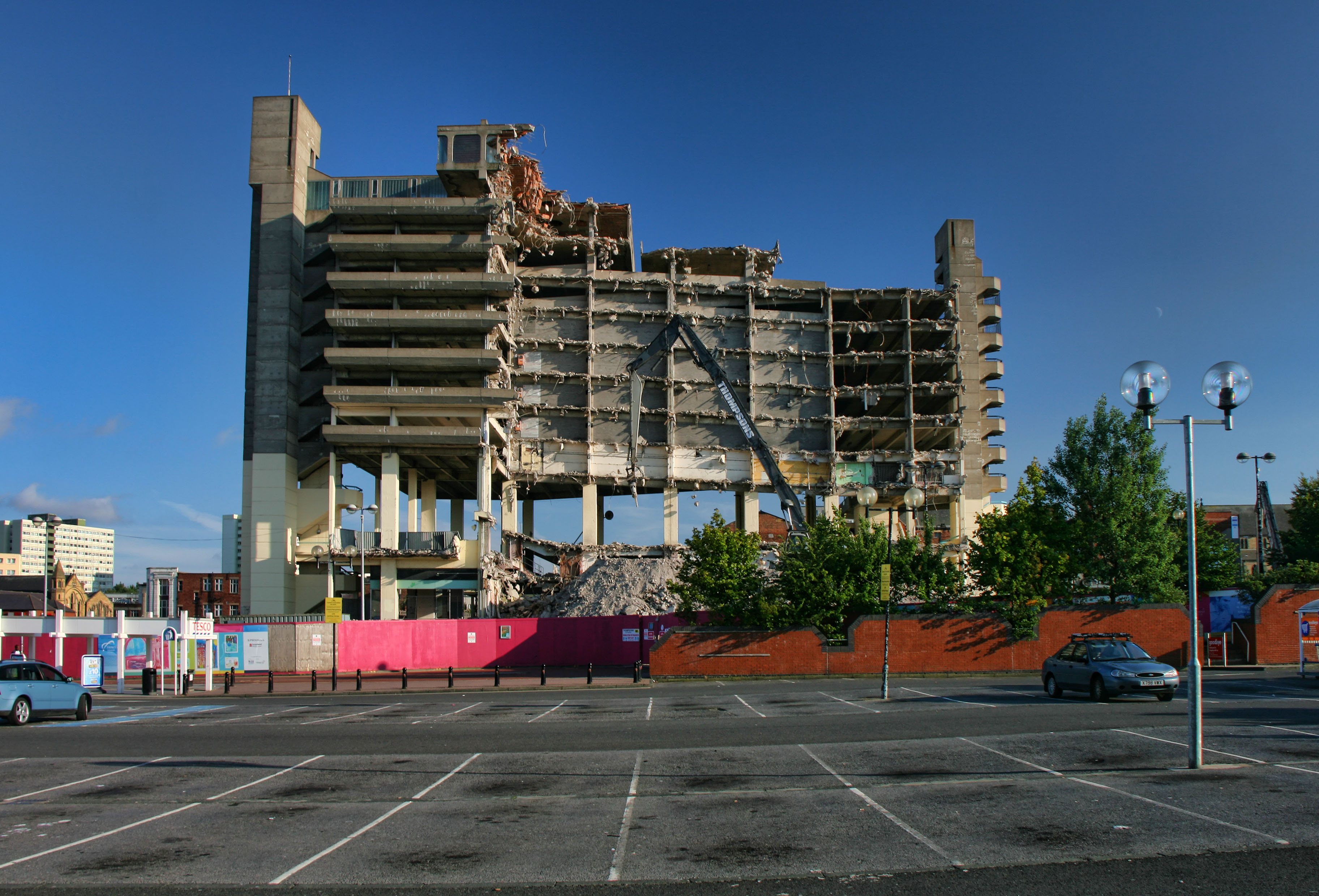
Rivningen av parkeringshuset Trinity Square car park.

Gateshead är en stad i grevskapet Tyne and Wear i nordöstra England. Staden är huvudort i distriktet med samma namn och ligger på floden Tynes södra flodbank, strax söder om Newcastle upon Tyne. Tätortsdelen (built-up area sub division) Gateshead hade 120 046 invånare vid folkräkningen år 2011.
Gateshead var tidigare ett mindre samhälle, beläget vid den södra änden av en medeltida bro över Tyne, på motsatta sidan om befästningen (senare staden) Newcastle upon Tyne. Orten befann sig då under biskopen av Durhams kontroll. Under den industriella revolutionen utvecklades Gateshead till en stor stad, tack vare det lokalt utvunna kolet som bidrog till utvecklingen av växande järn- och stålindustrier. Staden förlorade en stor andel av sin tunga industri under 1900-talet, men en viss metalltillverkning, ingenjörskonst, lätt industri och livsmedelsbearbetning återstår fortfarande.
I Gateshead ligger ett av de största köpcentrumen i Europa, MetroCentre. I staden ligger också samtidskonstsmuseumet Baltic Centre for Contemporary Art (öppnat 2002) samt Gateshead Millennium Bridge (invigd 2001). Stadsbilden präglades tidigare av parkeringshuset Trinity Square car park, byggt i brutalistisk stil, men det revs under år 2010.